# Nonnullidens
Nonnullidens is een geslacht van haften (Ephemeroptera) uit de familie Leptophlebiidae.

## Soorten
Het geslacht Nonnullidens omvat de volgende soorten:
- Nonnullidens billhilli
- Nonnullidens hsui